# Alexandre Mota
Alexandre Hernandes Mota (Santo André, 23 de junho de 1972) é um jornalista e apresentador brasileiro.

## Biografia
Filho de José Carlos Mota e Dejanira Hernandes Mota, desde a infância sonhava em ser jornalista, conforme foi contado no samba-enredo da escola de samba Império do Sol no carnaval 2012 em Porto Alegre. Substituiu Luiz Carlos Reche no programa Balanço Geral RS na TV Record Rio Grande do Sul, que deixou de apresentar em outubro de 2010 para substituir Luciano Faccioli no São Paulo no Ar, na TV Record São Paulo. Também fez o programa Balanço da Tarde na Rádio Guaíba, tendo a ex-esposa Séfora, como sua produtora. Voltou a apresentar o Balanço Geral RS em novembro do mesmo ano. Em 2012, foi enredo da escola de samba Império do Sol de São Leopoldo.
Em 31 de janeiro de 2020, após 12 anos, Alexandre deixou a RecordTV RS. Mota foi para TV Vila Real, afiliada da RecordTV em Cuiabá, onde apresentou os programas Cadeia Neles e Balanço Geral MT.
Em outubro de 2021, Alexandre retorna ao Rio Grande do Sul para comandar novo jornalístico da Ulbra TV, afiliada da TV Cultura no RS.
Em julho de 2022 passou a apresentar a versão local do Brasil Urgente na Band RS, em substituição a Rogério Forcolen.

## Prêmios
- Prêmio Press - Categoria apresentador de TV do Ano (2009)[1]